# Kristiina Wegelius
Kristiina Marketta Wegelius (* 12. Oktober 1960 in Helsinki) ist eine ehemalige finnische Eiskunstläuferin, die im Einzellauf startete.  
Wegelius nahm im Zeitraum von 1977 bis 1983 an Europameisterschaften teil. Ihr bestes Ergebnis war der vierte Platz, den sie bei den Europameisterschaften 1979, 1980 und 1981 erreichte. Von 1978 bis 1983 nahm sie außerdem an Weltmeisterschaften teil. Hier war ihre beste Platzierung der sechste Rang, den sie bei den Weltmeisterschaften 1981 und 1983 belegte. 1980 bestritt Wegelius ihre einzigen Olympischen Winterspiele und beendete sie auf dem zehnten Platz. 

## Ergebnisse
| Wettbewerb / Jahr         | 1977 | 1978 | 1979 | 1980 | 1981 | 1982 | 1983 |
| ------------------------- | ---- | ---- | ---- | ---- | ---- | ---- | ---- |
| Olympische Winterspiele   |      |      |      | 10.  |      |      |      |
| Weltmeisterschaften       |      | 14.  | 10.  | 8.   | 6.   | 9.   | 6.   |
| Europameisterschaften     | 7.   | 6.   | 4.   | 4.   | 4.   | 6.   | 6.   |
| Finnische Meisterschaften | 1.   |      |      |      | 1.   | 1.   | 1.   |